# 布朗基主义

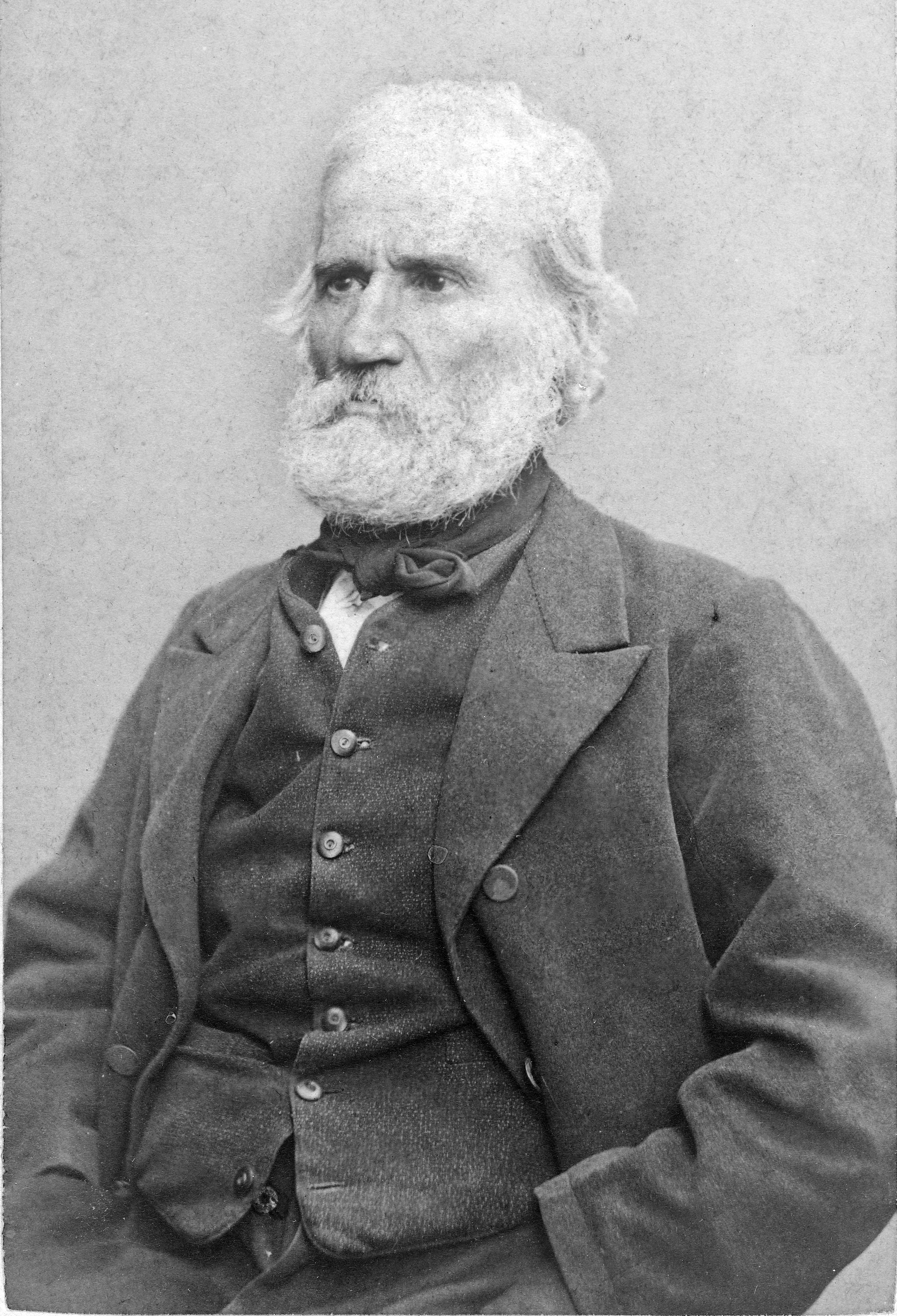
路易·奥古斯特·布朗基

布朗基主义（法語：Blanquisme）是以法国社会主义者和政治活动家路易·奥古斯特·布朗基的政治主张和理论为核心的政治思想，其强调社会主义革命应由相对少数的高度组织化的革命家密谋施行。在夺取政权后，革命者应利用国家的力量来推行社会主义。布朗基主义被认为是一种特殊的“政变主义”——即认为政治革命应该采取政變的形式。布朗基主义与马克思主义理论产生了直接冲突，导致被马克思主义者们定性为空想社会主义典型以及极左翼冒险主义的代名词。

## 特征
布朗基主义来自法国社会主义者、巴黎公社领导人之一的路易·奥古斯特·布朗基的政治哲学，具备典型的革命社会主义特征，认为无产阶级专政是实现共产主义的唯一有效方式。早期的布朗基主义也认同工会和罢工对维护工人阶级权利的重要性，但后来逐渐转变为强调革命是无产阶级与资产阶级统治斗争并最终将其推翻的最重要手段。革命成功后，新的革命政府将会领导人民进行从资本主义向社会主义体制的转型。布朗基主义只是专注于无产阶级革命的具体执行过程，并无明确独特的长远政治目标。
虽然看似十分相像，但是布朗基主义与马克思主义间存在着本质性的区别。关于革命成功后的规划，布朗基主义主张由革命政府领导的、缓慢但必然的社会主义经济转型，并不赞成消除私有制，也不认同马克思列宁主义主张的无产阶级专政政府对资本主义社会结构的彻底取缔和全面改革。然而，布朗基主义与马克思主义之间最大的差异恐怕还是在革命的具体执行方式上。与主张发动无产阶级大众进行大规模革命并由大众领导革命专政政府的马克思主义不同，布朗基主义强调革命应由一小部分革命精英团体为核心主导密谋，并在成功之后由这一团体主导革命政府，管理革命后的社会转型，最终再将权利逐渐归还于无产阶级大众。

### 起义
布朗基主义学说强调武装行动，正如布朗基本人所说：“有刀剑的人就有面包！”布朗基试图不断改进这些实践，最终在1868年撰写了《有关武装起义的指示》，这是一本专门适用于法兰西第二帝国下巴黎条件的城市游击战手册，专为他的社团成员而写。在这本著作中，布朗基对自1830年以来的革命实践演变有所认识，包括当局治安部队装备的升级和巴黎城市格局的改变；他总结了先前起义运动的失败，特别是1848年的起义的失败，并强调了布朗基主义学说的核心要素：组织和纪律。起义必须由具有军事知识的指挥部来指导，起义者则必须按照军队的模式组织，在起义军官的指挥下筑起街垒，并采取更现代化的组织方式。不过，起义的大体战略与先前的革命运动相比基本没有太大变化：根据法国历史学家让-诺埃尔·塔迪（Jean-Noël Tardy）的观点，从1830年到1870年，巴黎城市起义的基本思想是“占据城市的某个点，将其转变为堡垒，并希望得到巴黎市民的支援。”

### 雅各宾主义
布朗基主义继承了雅各宾俱乐部的政治传统，其革命政府的模式受到救国委员会的启发。这种观念在四季社的指导文件中也有体现：
在革命之后，人民能够自治吗？- 现在，社会状态已经坏死，需要采取英勇的补救措施来过渡到健康状态；人民在未来的一段时间内需要一股革命力量。——奥古斯特·布朗基，《四季社入社章程》，1837年
这种对革命政治行动的观点在巴黎公社时期部分得到了实践，布朗基主义者当时与由雅各宾派共和派和威权国际主义者组成的多数派一起，建立了一个救国委员会。然而，尽管巴黎公社时期的雅各宾派崇拜罗伯斯庇尔的形象，布朗基主义者则是埃贝尔派的追随者。

## 批判
布朗基主义的精英革命主张与马克思主义的大众革命理论产生了直接冲突，因此被马克思主义者们批判为空想社会主义和极左冒险主义。很多时候，“布朗基主义”都会被作为贬义词使用，批判某人的革命实践脱离现实，没能与工人阶级大众真正结合。
恩格斯曾明确批判道：
布朗基在本质上是一个政治革命者。他是一个因同情人民苦难而形成的感情上的社会主义者，但他并没有一套社会主义理论或者任何关于社会改进的明确并实际的建议。在他的政治运动中他基本上只是一个“行动家”，认为一小撮组织高效的少数派在适当时机尝试政治行动就能带动人民大众通过最开始的几场胜仗完成整个革命的胜利。——弗里德里希·恩格斯，《巴黎公社布朗基逃亡者的计划》，1874年6月26日《人民国家报》
由于布朗基把一切革命想象成由少数革命家所实现的突然变革，自然也就产生了起义成功以后实行专政的必要性，当然，这种专政不是整个革命阶级即无产阶级的专政，而是那些实现了变革的少数人的专政，而这些人又事先服从于一个人或者几个人的专政。——弗里德里希·恩格斯，《马克思恩格斯选集》第2卷
相比马克思与恩格斯，列宁在一定程度上有受到布朗基的影响（比如先锋队理论），因此常被其他社会主义反对者批评为“布朗基主义”。列宁本人则否认这种指责，称其为对马克思主义的污蔑，并在1917年的《国家与革命》中批判那些以“布朗基主义”攻击他的反对派是伯恩斯坦式的机会主义者。